# Andreas Paulson
Andreas Paulson   (Bergen, 16 de febrer de 1861 - Fana Municipality, 2 de març de 1953) va ser un comptable bancari noruec i també un crític literari i teatral.
Va néixer a Bergen, fill del polític Olav Paulssøn (1822–1896) i Anna Kristine Christofa Hagerup (1824–1917). La seva família s'havia traslladat de Jølster l'any abans de néixer, i Paulson va passar la major part de la seva vida a Bergen. Es va casar amb Amalia Marie Geist l'octubre de 1888. Era germà petit de Ragnvald Paulson.
Paulson no va acabar els seus estudis secundaris, però va passar anys de formació en el moviment bohemi i més tard en el moviment obrer. El 1895 fou contractat com a crític literari i teatral al diari socialista Arbeidet. Des de 1898 també va ser crític musical. Hi va treballar fins al 1929, i després a Bergens Arbeiderblad del 1929 al 1941 amb un segon període després de la Segona Guerra Mundial. També va escriure textos humorístics, tant a Bergens Arbeiderblad com a Hvepsen. El diari Arbeidet pertanyia tant al Partit Laborista (a partir de 1905) com al Partit Comunista (a partir de 1923) mentre Paulson treballava al diari, però com que no estava involucrat en la política del partit, no es va veure afectat pel cisma entre les dues parts. Les seves arrels es trobaven en el moviment obrer i era àmpliament conegut pel seu llibre Hvad skal Arbeiderne læse? (1914), on pretenia difondre l'interès de la literatura entre la classe obrera. Creia en el concepte de lluita de classes com a motor de la història, però també en el refinament i les accions dels individus; sent descrit pel professor Harald Beyer com "un individualista independent".
No obstant això, també va participar en esforços més burgesos, sent consultor del teatre Den Nationale Scene de 1928 a 1933. També va contribuir al diccionari biogràfic Norsk biografisk leksikon i va donar suport al riksmål com a forma escrita de la llengua noruega. Paral·lelament a la seva carrera d'escriptor, va treballar per al Banc de Noruega, sent comptable a la seva sucursal de Bergen des de 1901 fins a la seva jubilació el 1929. Va ser honrat amb un Festschrift en el seu norantè aniversari. Va morir el març de 1953 a Bergen. Era l'avi de Finn Ludt i Bjørn Paulson.